# Simone Benielli
 (décembre 2020).
Simone Benielli, parfois orthographié Bénielli, née Simonne Blanche Escallon, le 14 avril 1905 à Grenoble et morte le 4 octobre 1994 dans le 7e arrondissement de Paris, est une résistante française de la Seconde Guerre mondiale.

## Biographie

### Résistance
Sous l'occupation allemande, elle est membre du service social de l’Armée secrète et de Combat, membre des Forces françaises combattantes, dans la région grenobloise. Elle établit notamment les premières listes de déportés arrêtés en Isère. Son mari, Pierre Benielli, est également résistant au sein du réseau de noyautage des administrations publiques du mouvement Combat.

### Après la2deguerre mondiale
Sitôt la Seconde Guerre mondiale terminée en France, Simone Benielli s'engage à aider les familles des déportés dans les camps d'Allemagne et de Pologne, en dressant des listes d'informations très précises grâce à son réseau de relations,. Le ministère des prisonniers de guerre, déportés et réfugiés la charge également de se rendre à Strasbourg pour le rapatriement des réfugiés alsaciens dans le département de l'Isère.
En mars 1965, elle participe encore à l'ouverture de fosses communes chaulées dans lesquelles des résistants ont été jetés après avoir été fusillés, et en identifie, permettant qu'ils soient rendus à leur famille. C'est le cas de Gustout Floxoli, jeune frère d'Arthur à qui il est ainsi rendu ; arrêté avec 22 jeunes de l'Isère, conduits au fort de Montluc, puis amenés dans un champ près de Genas, Isère, ils y sont exécutés par mitraillage dans le dos.

## Distinction
Le réseau de résistance polonais F2 lui remet une récompense pour son engagement.